# 姫路みなとドーム
姫路みなとドーム（ひめじみなとドーム）は、兵庫県姫路市飾磨区にある多目的ドームである。なお、当施設はかつての播但線飾磨港駅の跡地に建設された施設でもある。2006年（平成18年）4月1日に指定管理者制度を導入し、2012年（平成25年）4月1日に命名権を導入した。ちなみに、現在の愛称は『KD姫路みなとドーム』（ケーディーひめじみなとドーム）である。

## 概要
2000年（平成12年）3月に竣工し、同年5月に開場した鉄骨幕屋根付きノンサンド人工芝競技場である。当施設ではテニスやフットサルを中心としたスポーツを始め、プロスポーツの興行や展示会など各種イベントに使用されている。ちなみに、2022年（令和4年）度の利用者は24,065人で稼働率は82％であった。なお、同年度の稼働率の内訳は「テニス：65％、フットサル：20％、展示会：8％」である。

## 歴史

### 年表
- 2000年（平成12年）
  - 3月 - 竣工。
  - 5月 - 開場[2]。
- 2006年（平成18年）4月1日 - 指定管理者制度を導入[1]。神姫バスグループの共同事業体、株式会社ホープ（現・神姫トラストホープ株式会社[6]）が指定管理者となる[7]。
- 2014年（平成26年）3月31日 - 株式会社ホープ（現・神姫トラストホープ株式会社）との間で締結していた指定管理者制度が終了する[7]。
- 2024年（令和6年）4月1日 - 神姫トラストホープ株式会社[注 2]が指定管理者となる[7][8]。

### 命名権の変遷
2012年（平成25年）4月1日に命名権を導入した後は当施設に愛称を制定しているが、5年ごとにその変更が行われている（下表参照）。ここではその変遷を解説する。
| 契約期間                                                     | 命名権による愛称         | 取得者   | 出典       |
| ------------------------------------------------------------ | ------------------------ | -------- | ---------- |
| 2006年（平成18年）4月1日 - 2012年（平成25年）3月31日         | -                        | ホープ   | [ 7 ]      |
| 2012年（平成25年）4月1日 - 2017年（平成29年）3月31日         | NicoPa姫路みなとドーム   | 神姫バス | [ 9 ]      |
| 2017年（平成29年）4月1日 - 2019年（平成31年）3月31日         | しらさぎ姫路みなとドーム | 焼肉力   | [ 要出典 ] |
| 2019年（平成31年）4月1日 - 2024年（令和06年）3月31日         | MIYACOCOみなとドーム     | 宮本組   | [ 11 ]     |
| 2024年（令和06年）4月1日 - 2029年（令和11年）3月31日（予定） | KD姫路みなとドーム       | 小林電工 | [ 12 ]     |

## 施設

### 施設概要
- 構造：鉄筋コンクリート造平屋建[5]（屋根鉄骨幕構造[1]）
- 敷地面積：21,046.95 m2[5]
- 建築面積：3,537.63 m2[2]
- 延床面積：3,457.32 m2[5]（屋外倉庫と駐輪場を含む[5]）
- アリーナ面積：2,675 m2[2]（約68 m×約39 m[2]）

### 屋内
- アリーナ[2] - ノンサンド人工芝（使用例：テニス（4面）、ゲートボール（6面））[1]
- シャワー室[2]
- ミーティング室[2]
- トイレ[2]
- 障害者用トイレ[2]
- 更衣室[2]
- 湯沸室[2]
- 事務室[2]
- 器具庫[2]

### 屋外
- 多目的広場 - 土[2]。臨時駐車場（110台収容）を兼ねる[1][5][2]。
- 倉庫[5]
- 駐車場 - 100台収容[1][5][2]。
- 駐輪場 - 39台収容[1]。

（施設配置図：）

## 主な大会・イベント
下記の大会やイベント（プロスポーツの興行を含む）が当施設で開催された。
- 大会
  - 全日本実業団ボクシング選手権大会 - 2000年（平成12年）から2011年（平成23年）まで[14][15]。

- イベント
  - 姫路港ふれあいフェスティバル - スポーツイベント会場[16]。

- プロスポーツの興行
  - 新日本プロレス - 2009年（平成21年）9月26日[17]。
  - DRAGONGATE - 2022年（令和4年）2月12日ほか[18]。

## アクセス
公共交通機関
- JR姫路駅から神姫バス（姫路港行き）[19]。「姫路みなとドーム前」停留所下車、徒歩2分[19]。

自動車
- 姫路バイパス 中地ランプ下車、南へ約4 km[19]